# Presidenti della Repubblica Democratica del Congo
I presidenti della Repubblica Democratica del Congo dal 1960 (data di indipendenza dal Belgio) ad oggi sono i seguenti.

## Lista
| Presidente                                                                      | Presidente | Presidente | Presidente            | Partito                                                        | Elezione                     | Mandato          | Mandato          |
| Presidente                                                                      | Presidente | Presidente | Presidente            | Partito                                                        | Elezione                     | Inizio           | Fine             |
| ------------------------------------------------------------------------------- | ---------- | ---------- | --------------------- | -------------------------------------------------------------- | ---------------------------- | ---------------- | ---------------- |
| Repubblica del Congo (1960-1964) e Repubblica Democratica del Congo (1964-1971) |            |            |                       |                                                                |                              |                  |                  |
| 1                                                                               |            |            | Joseph Kasavubu       | Alleanza dei Bakongo                                           | 1960                         | 1º luglio 1960   | 24 novembre 1965 |
| 2                                                                               |            |            | Joseph-Désiré Mobutu  | Militare, Movimento Popolare della Rivoluzione                 | colpo di Stato, 1970         | 24 novembre 1965 | 27 ottobre 1971  |
| Repubblica dello Zaire (1971-1997)                                              |            |            |                       |                                                                |                              |                  |                  |
| (2)                                                                             |            |            | Mobutu Sese Seko      | Movimento Popolare della Rivoluzione                           | 1977, 1984                   | 27 ottobre 1971  | 16 maggio 1997   |
| Repubblica Democratica del Congo (1997-oggi)                                    |            |            |                       |                                                                |                              |                  |                  |
| 3                                                                               |            |            | Laurent-Désiré Kabila | Alleanza delle Forze Democratiche per la Liberazione del Congo | vittoria nella guerra civile | 17 maggio 1997   | 16 gennaio 2001  |
| 4                                                                               |            |            | Joseph Kabila         | Partito del Popolo per la Ricostruzione e la Democrazia        | 2006, 2011                   | 17 gennaio 2001  | 25 gennaio 2019  |
| 5                                                                               |            |            | Félix Tshisekedi      | Unione per la Democrazia e il Progresso Sociale                | 2018, 2023                   | 25 gennaio 2019  | in carica        |